# Piccole donne (film 1933)
Piccole donne (Little Women) è un film del 1933 diretto da George Cukor, tratto dal romanzo omonimo di Louisa May Alcott.
Si tratta di una delle numerose versioni cinematografiche che ha avuto il libro della Alcott, la storia di una famiglia del New England al tempo della Guerra di Secessione: attraverso un libro per "signorine" dai toni vittoriani, si affrontano temi importanti come l'emancipazione della donna.
Nel 1933 è stato indicato tra i migliori dieci film dell'anno dal National Board of Review of Motion Pictures.

## Trama
La storia è quella quasi autobiografica della famiglia Alcott, diventata March nel libro. A Concord, nel Massachusetts, vivono le quattro sorelle March, Jo (Katharine Hepburn), Amy (Joan Bennett), Meg (Frances Dee), Beth (Jean Parker) e la loro madre, affettuosamente conosciuta come Marmee (Spring Byington). Insieme attendono il ritorno del padre (Samuel S. Hinds), un cappellano dell'esercito dell'Unione durante la guerra di Secessione. La vivace Jo sogna di diventare un'autrice famosa e scrive racconti e opere teatrali. Amy è carina ma egoista, Meg lavora come governante e la sensibile Beth si esercita su un vecchio pianoforte scordato di famiglia. Un giorno, le ragazze conoscono Laurie (Douglass Montgomery) e suo nonno, il ricco ma irascibile signor Laurence (Henry Stephenson). I Laurence invitano le ragazze ad una festa dove Meg incontra il tutore di Laurie, John Brooke (John Davis Lodge). Durante i mesi successivi accade che John inizia a corteggiare Meg, il primo racconto di Jo viene pubblicato e Beth spesso approfitta della cortesia del signor Laurence per esercitarsi su un bellissimo pianoforte a coda. Marmee apprende, poi, che suo marito è ferito e ricoverato in un ospedale militare di Washington e lo raggiunge per prendersi cura di lui. Successivamente, Meg sposa John mentre Laurie, che confessa il suo amore a Jo, viene da questa respinto. La ragazza, quindi, si trasferisce a New York per intraprendere la carriera di scrittrice ed incontra il professor Bhaer (Paul Lukas), un insegnante di tedesco squattrinato. Con il suo aiuto e il suo incoraggiamento, Jo migliora il suo stile narrativo e comprende bene quali sono i suoi veri sentimenti nei confronti di Laurie. La ragazza viene a sapere che Beth, che in precedenza si era ammalata di scarlattina e non si è mai davvero ripresa, adesso, versa in gravi condizioni e, pertanto, decide di tornare a Concord per stare con la sorella e la sua famiglia. Dopo la morte di Beth, Jo apprende che Amy si è innamorata di Laurie e ha accettato la sua proposta di matrimonio. Jo è felice per loro e lo è ancora di più quando il professor Bhaer arriva da New York e le comunica che un suo romanzo sarà presto pubblicato. L'uomo, inoltre le confessa il suo amore e Jo accetta di sposarlo, accogliendolo in famiglia. Il lieto fine è d'obbligo e anche la riflessione su argomenti moralistici, che la scrittrice propone ai suoi lettori seriamente ma senza essere noiosa.

## Riconoscimenti
- 1934 - Premio Oscar
  - Migliore sceneggiatura non originale a Victor Heerman e Sarah Y. Mason
  - Candidatura Miglior film alla RKO Pictures
  - Candidatura Migliore regia a George Cukor
- 1934 - Festival di Venezia
  - Miglior interpretazione femminile a Katharine Hepburn
  - Candidatura Coppa Mussolini a George Cukor

## Curiosità
- Il film venne proiettato per la prima volta il 16 novembre 1933 e riscosse subito un grande successo di pubblico, tanto da indurre i gestori della sala cinematografica a venir meno ad una regola rigorosa: quella di togliere i film dopo la prima settimana di programmazione. Piccole donne, infatti, restò in cartellone per tre settimane di seguito.
- Il successo indusse i produttori ad affidare subito al regista Cukor la versione cinematografica di un altro classico della letteratura: il David Copperfield di Charles Dickens. L'episodio portò Cukor ad autodefinirsi un «regista letterario» («I became typed as a literary director»).
- Il film venne presentato in concorso alla 2ª Mostra internazionale d'arte cinematografica di Venezia del 1934, dove Katharine Hepburn vinse il premio per la migliore attrice.

## Altre versioni
- Little Women (Little Women), film diretto da Alexander Butler (1917)
- Little Women (Little Women), film diretto da Harley Knoles (1918)
- Piccole donne (Little Women), film diretto da Mervyn LeRoy (1949)
- Piccole donne (Wakakusa monogatari yori wakakusa no yonshimai), serie TV d'animazione diretta da Kazuya Miyazaki (1981)
- Piccole donne (Little Women), film diretto da Gillian Armstrong (1994)
- Piccole donne (Little Women), film diretto da Greta Gerwig (2019)